# Тодд (тауншип, Миннесота)
Тодд (англ. Todd) — тауншип в округе Хаббард, Миннесота, США. На 2000 год его население составило 1422 человека.

## География
По данным Бюро переписи населения США площадь тауншипа составляет 76,9 км², из которых 67,8 км² занимает суша, а 9,1 км² — вода (11,82 %).

## Демография
По данным переписи населения 2000 года здесь находились 1422 человека, 575 домохозяйств и 435 семей. Плотность населения — 21,0 чел./км². На территории тауншипа расположено 777 построек со средней плотностью 11,5 построек на один квадратный километр. Расовый состав населения: 97,89 % белых, 0,07 % афроамериканцев, 0,56 % коренных американцев, 0,14 % азиатов, 0,28 % — других рас США и 1,05 % приходится на две или более других рас. Испанцы или латиноамериканцы любой расы составляли 0,70 % от популяции тауншипа.
Из 575 домохозяйств в 29,7 % воспитывались дети до 18 лет, в 66,4 % проживали супружеские пары, в 4,5 % проживали незамужние женщины и в 24,2 % домохозяйств проживали несемейные люди. 20,3 % домохозяйств состояли из одного человека, при том 7,0 % из — одиноких пожилых людей старше 65 лет. Средний размер домохозяйства — 2,47, а семьи — 2,83 человека.
24,1 % населения — младше 18 лет, 6,4 % — в возрасте от 18 до 24 лет, 23,1 % — от 25 до 44, 29,8 % — от 45 до 64, и 16,5 % — старше 65 лет. Средний возраст — 42 года. На каждые 100 женщин приходилось 106,4 мужчин. На каждые 100 женщин старше 18 приходилось 105,9 мужчин.
Средний годовой доход домохозяйства составлял 38 458 долларов, а средний годовой доход семьи — 44 559 долларов. Средний доход мужчин — 31 354 доллара, в то время как у женщин — 21 902. Доход на душу населения составил 20 754 доллара. За чертой бедности находились 3,7 % семей и 7,1 % всего населения тауншипа, из которых 8,9 % младше 18 и 2,4 % старше 65 лет.